# Оліфант (музичний інструмент)

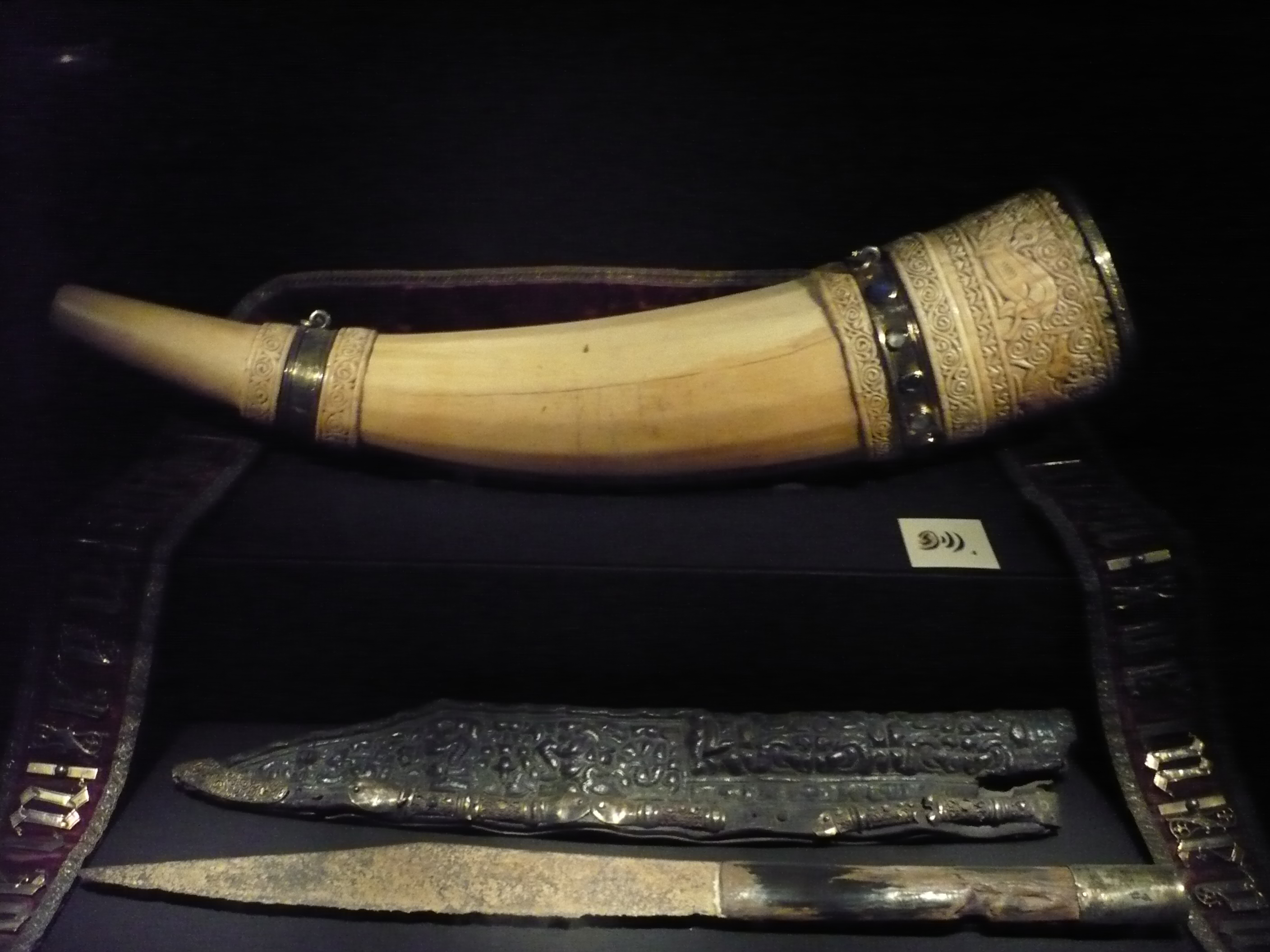
Оліфант з Аахенського собору створений в XI столітті

Оліфант (фр. olifant, з ст.-фр. — «слон») — різновид мисливського рога, звичайно великого розміру який виготовляли з бивнів слона та прикрашали металевими кільцями щоб підвішувати його на правому боці. Використовувався на полюванні та під час військових дій для подачі сигналу наближення ворога. Відмінною рисою оліфанта є те, що належати він міг тільки можновладному власнику, в підпорядкуванні якого знаходяться барони. Почесний характер даного музичного інструменту підтверджується скульптурами янголів, які зазвичай зображуються з оліфанатами. Найбільш відомим є оліфант Роланда.